# Duplicatie

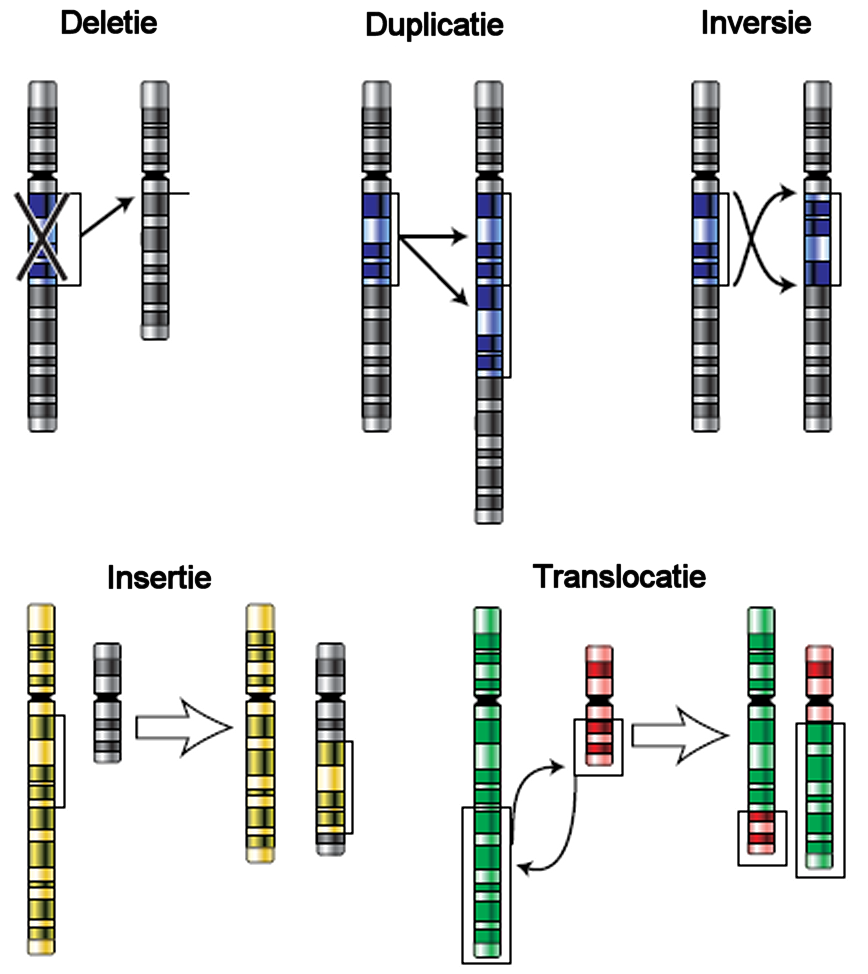
Verschillende soorten mutaties: deletie, duplicatie, inversie, insertie, translocatie

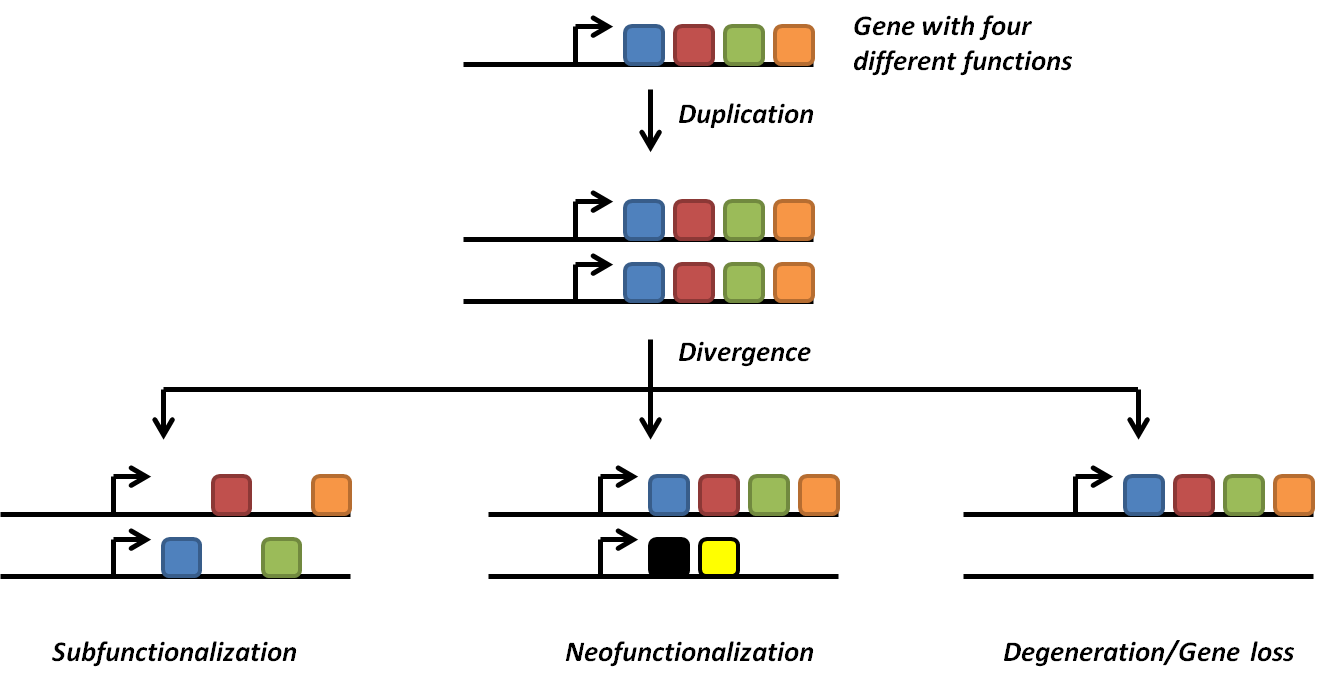
Evolutionair lot van verdubbelde genen

Duplicatie is het verdubbelen van een DNA-sequentie bij de replicatie. Een duplicatie kan het resultaat zijn van een ongelijke overkruising door verkeerde paring en uitwisseling van DNA tussen niet-homologe chromosoomsequenties.
Het 1q21.1-duplicatiesyndroom of het syndroom van Bloom zijn het gevolg van duplicaties.